# Anethol
Anethol er en organisk forbindelse som giver fennikel, anis og stjerneanis den karakteristiske lakridssmag. Kemisk set er det en aromatisk, umættet æter. Anethol kaldes også aniskamfer, isoestragol og p-propenylanisol.
Anethol smager sødt og er blevet målt til at være 13 gange sødere end sukker. Dets smag opfattes behageligt selv i højere koncentrationer. Det er et hvidt, krystallinsk stof ved stuetemperatur. Dets kemiske opbygning minder om estragol.
Anethol er lidt giftigt, og kan virke irriterende i store mængder. Det kan anvendes til fremstilling af paramethoxyamfetamin (PMA), der sælges som ecstasy.